# 랑드주
랑드(프랑스어: Landes /lɑ̃d/ 오크어: Las Lans /ləs 'lanes/)는 프랑스 서남부에 위치한 데파르트망으로, 지리학적으로는 "대서양 남부(Midi atlantique)" 지역에 속한다.
행정적으로 누벨아키텐 레지옹에 속한 랑드 데파르트망은 두 아롱디스망으로 나뉘며, 프랑스 데파르트망 번호 체계에서 40번을 부여받았다. 주도는 몽드마르상이며 인구는 413,690명(2019년 기준), 면적은 9,243km2, 인구밀도는 45명/km2이다.

## 역사
랑드 데파르트망은 프랑스 혁명 때 1789년 12월 22일 법의 적용으로 기옌과 가스코뉴 지방의 여러 지역들을 묶어 1790년 3월 4일에 창설되었다. 이를 통해 앙시앵 레짐 시기의 여러 행정구역들이 통합되어, 베아른 쪽으로 향해있는 샬로스 농촌 지방과 지롱드에 더 가까운 숲 사이의 중간 지대가 고유의 행정구역으로 묶여졌다.

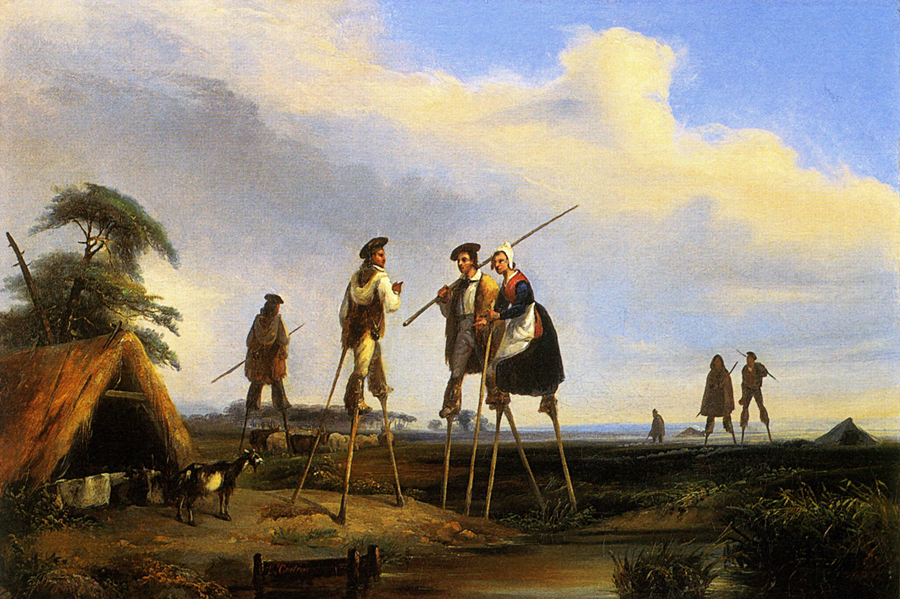
장루이 장트락 (1808-1886) <랑드의 주민들>Habitants des Landes
보르도 미술관.

근대에 들어설 무렵(1789-1850), 랑드 데파르트망은 황야(landes)에서 지역명을 따왔듯이 심각하게 메마른 황야(약 60-70%)가 대부분이었으며, 남쪽 경계는 경작되고 숲이 우거진 비옥한 토지의 언덕으로 구성되어 있었다. 황야 지역은 수많은 양떼(1850년에 900,000마리에서 백만마리 사이에 육박한)에게 먹이를 공급하는 화전으로 유지되었으며, 죽마에 올라간 목동이 양떼를 감시했다. 죽마를 사용함으로써 목동은 양떼들을 감시하며 긴 거리(하루에 15-20km)를 거의 기복 없이 더 쉽게 갈 수 있었다. 1857년 6월 19일 가스고뉴 랑드 개편 및 경작화 법 이전의 랑드에서는 농경-목축 체제가 일반적이었다. 이 체제는 공유지 대부분을 자유롭게 사용하는데서 힘을 얻었다. 19세기 후반 동안의 공유지 매각으로 인해, 송진과 목재를 사용하고자 시행된 소나무 플렌테이션이 체계화되면서 랑드 데파르트망 2/3의 풍경과 경제는 완전히 바뀌었으며, 이는 랑드 데파르트망의 급격한 부유화에 기여했다.
2016년 1월 1일부로 랑드 데파르트망은 구 아키텐 레지옹에 속하게 되었다.

## 인구
| 연도    | 인구    | ±% p.a. |
| ------- | ------- | ------- |
| 1801    | 224,272 | —       |
| 1806    | 240,146 | +1.38%  |
| 1821    | 256,311 | +0.44%  |
| 1831    | 281,504 | +0.94%  |
| 1841    | 288,077 | +0.23%  |
| 1851    | 302,196 | +0.48%  |
| 1861    | 300,839 | −0.04%  |
| 1872    | 300,528 | −0.01%  |
| 1881    | 301,143 | +0.02%  |
| 1891    | 297,842 | −0.11%  |
| 1901    | 291,586 | −0.21%  |
| 1911    | 288,902 | −0.09%  |
| 1921    | 263,937 | −0.90%  |
| 1931    | 257,186 | −0.26%  |
| 1936    | 251,436 | −0.45%  |
| 1946    | 248,395 | −0.12%  |
| 1954    | 248,943 | +0.03%  |
| 1962    | 260,495 | +0.57%  |
| 1968    | 277,381 | +1.05%  |
| 1975    | 288,323 | +0.55%  |
| 1982    | 297,424 | +0.44%  |
| 1990    | 311,461 | +0.58%  |
| 1999    | 327,334 | +0.55%  |
| 2006    | 362,827 | +1.48%  |
| 2011    | 387,929 | +1.35%  |
| 2016    | 405,010 | +0.87%  |
| source: |         |         |

## 같이 보기
- 랑드주의 캉통